# John Roberts (dublador)
Jonathan "John" Roberts, (10 de novembro de 1971), é um dublador estadunidense.

## Filmografia
- 2022 - Bob's Burger: O Filme ... Linda Belcher [1]
- 2011 - Bob's Burgers ... Linda Belcher [2]